# Никулино (Брейтовский район)
Никулино — деревня в Брейтовском районе Ярославской области. Входит в состав Брейтовского сельского поселения.

## География
Находится в северо-западной части Ярославской области на расстоянии приблизительно 8 км на северо-запад по прямой от административного центра района села Брейтово.

## История
В 1859 году здесь (деревня Мологского уезда Ярославской губернии) было учтено 28 дворов, в 1898 — 46, в 1941 — 59.

## Население
Численность населения: 167 человек (1859 год), 4 (русские 100 %) в 2002 году, 1 в 2010.

### Известные жители
- Хрипин, Василий Владимирович (1893—1938) — военный лётчик, комкор (1935), командарм.